# Civilizația quimbaya
Civilizația quimbaya (pronunția numelui: /kɪmbaɪa/; cunoscută și ca cultura quimbaya, cultura quimbayană sau civilizația quimbayană) a fost o civilizație sud-americană, cunoscută pentru artefactele de aur spectaculare caracterizate de acuratețe tehnică și designuri detaliate. Majoritatea artefactelor de aur sunt realizate din aliajul numit tumbag, el conținând aproximativ 30% cupru.

## Istoria

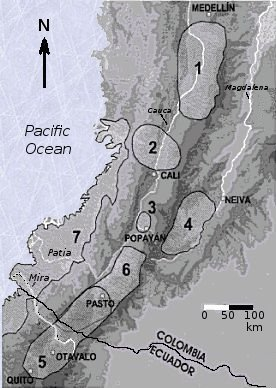
În acestă imagine sunt prezentate pe hartă culturile pre-columbiene din sud-vestul Columbiei și puțin din nordul Ecuadorului. Civilizația quimbaya este marcată cu numărul 1.

Cultura quimbaya a populat zonele ce corespund departamentelor moderne Quindío, Caldas și Risaralda din Columbia, în jurul văii râului Cauca. Încă nu avem o dată clară a stabilirii lor inițiale; cea mai apropiată aproximare este în jurul primului secol î.e.n..
Cele mai cunoscute artefacte ale acestei culturi provin din perioada numită Quimbayaul Clasic, o parte fiind expusă la Muzeul Aurului din Bogotá. Cele mai frecvent artefactele sunt antopomorfe sau zoomorfe, înfățișând bărbați și femei ce stau cu ochii închiși și cu o expresie facială palidă.
Majoritatea artefactelor sunt obiecte funerare, găsite în interiorul sarcofagelor realizate din trunchiuri goale. Aurul a reprezentat un metal sacru și pașaportul pentru viața de apoi. În jurul secolului al X-lea, cultura quimbaya a dispărut în întregime din cauza unor circumstanțe necunoscute; studiile asupra artefactelor indică o dezvoltare culturală avansată și structura politică a unui cacicazgo cu grupuri separate dedicate ceramicii, religiei, comerțului, aurului și războiului. Pentru quimbayeni nudismul reprezenta rangul social. Nobilii erau mereu dezbrăcați, purtând doar coliere, podoabe pe cap și brățări atât la mâini cât și la picioare. Numai muncitorii purtau fuste care le protejau părțile sensibile. 
Pe lângă figurinele de aur, quimbayenii au mai confecționat figurine și vase de ceramică. Vasele din argilă gălbuie, caracteristică, erau pictate pe toată suprafața cu o zeamă crem și apoi acoperite cu ceară pe care se scrijelea un model, după care vasul era scufundat într-o baie de vopsea neagră. După aceea ceara era topită ca să se poată vedea modelul realizat cu vopseaua neagră. În multe cazuri, procesul era repetat cu vopsea roșie, obținându-se astfel un vas vopsit în 3 culori. 
Quimbayenii au realizat și țesături, dintre care ne-au mai rămas doar foarte puține.

## Economia
Trăind în climatul tropical temperat al centurii de cafea, au putut cultiva o gamă largă de produse: porumb și manioc, ca bază alimentară, avocado și guava. De asemenea, se alimentau prin pescuit și vânătoare și erau fermieri pricepuți cu ceea ce le-a dat pământul.
Erau, de asemenea, vânători intensivi. Vânătoarea le-a furnizat din abundență carne de iepure și de căprioare, dar, de asemenea, în măsura în care se știe, au vânat oposumi, tapiuri, tatui, vulpi și peccari, printre alte animale ale căror rămășițe au fost găsite.
Mineritul a fost în principal de aur. Ei au dezvoltat tehnici avansate de metalurgie pentru a procesa aurul într-un mod plin de estetică și finisaje. Multe artefacte quimbaya care au fost găsite și reprezintă un motiv de admirație pentru vizitatorii în nenumărate muzee columbiene și străine. Numele „quimbaya” a devenit un termen generic tradițional care se referă la multe dintre producțiile și obiectele găsite în această zonă geografică, chiar dacă acestea nu provin riguros din același grup etnic și provin din epoci diferite în timp.
Ca negustori, făceau schimb cu artefacte de metal, sare și țesături realizate de ei, cu orașe din apropiere și chiar din departe. Pe sare o extrăgeau din râuri prin fierbere sub foc sau lavă.

## Cultura și obiceiurile
Se crede că quimbayenii practicau ritualuri canibalistice cu inamicii lor de război în festivități sau celebrări foarte speciale. Acest canibalism ar avea semnificații simbolice legate de înfrângerea și răzbunarea dușmanilor săi sau de însușirea spiritului persoanei. Cu toate acestea, în cazul quimbayenilor, cronicile la care se referă canibalismul se bazează pe o singură mărturie despre două presupuse cazuri. Ele arătau capete umane ca trofee atârnate de stuf în piață. În timpul cuceririi au intensificat această practică pentru a insufla frica în cuceritori. 
Ei au acordat o atenție deosebită practicii lor de înmormântare, iar construcțiile mormintelor quimbayene dau mărturie acestei afirmații, deoarece, într-adevăr, au elaborat o enormă varietate de morminte diferite în funcție de specificul fiecărei înmormântări, în care ofrandele care urmau să fie însoțite erau întotdeauna incluse. Decedatul pe drumul său spre viața de apoi avea inclusiv alimente și arme pentru a face mai ușoară. În morminte au îngropat, de asemenea, majoritatea obiectelor de aur pre-columbiene, obiecte personale ale celor morți și alte artefacte sacre. Ei credeau că toate trupurile o să fie înviate.
Una dintre cele mai renumite activități pe care quimbayenii au făcut-o este confecționarea de obiecte luxuriante de aur, care se bucură de o frumusețe incredibilă, precum și de o tehnică remarcabilă. Ei au dezvoltat sisteme de metalurgie pentru a combina cuprul cu aurul care nu era abundență în regiunea lor (spre deosebire de alte zone ale Columbiei). Această combinație de aur și cupru, numită „tumbaga”, nu ar diminua atractivitatea, strălucirea și durabilitatea artefactelor lor magnifice ce au o vivacitate spectaculoasă. Unul dintre ele foarte popular este faimosul „poporo”. Aurul quimbayan este foarte important în America, având în vedere frumusețea deosebită a obiectelor executate prin metode de metalurgie foarte bine dezvoltate.
Modalitatea prin care quimbayenii au topit aurul și cuprul în stări pure rămâne necunoscută din moment ce ei ar fi avut nevoie de cuptoare care să aibă în interior temperaturi de mii de grade Celsius.
Un alt mister al civilizației quimbaya sunt artefactele quimbaye, denumite anterior „Pájaros del Otún”, deoarece au fost găsite lângă malurile râului Otún din provincia Risaralda. Măștile lor de aur ne arată că-și pileau dinții.
Un alt loc interesant unde găsim gravuri și petroglife quimbayene este Parcul Natural Las Piedras Marcadas, cunoscut și ca La Marcada. Este situat pe drumul Alto del Toro din municipalitatea Dosquebradas Risaralda (din Columbia). Pietrele sunt un mister, deoarece nimeni nu știe exact vechimea lor sau adevăratul lor sens. Ele sunt bolovani granitici, de mare duritate și pe suprafața lor se află o mare cantitate de gravuri cum ar fi spirale, stele, constelații, planete și alte simboluri neobișnuite. Parcul de pietre marcate este unul dintre cele mai necunoscute locuri de către oamenii de știință din triburile columbiene, mai interesați de lucrările de aur și de lut decât de arta litică. Alții au asociat semnele cu constelațiile și chiar sunt legate de artefactele quimbayene și cu originea lor misterioasă. Nu se știe de ce unele au fost găsite pe malurile râului Otún când altele au fost găsite pe malurile râurilor Cauca și Magdalena.
Diego de Landa spunea că femeile popoarelor din Columbia își pictau corpul de la brâu în sus, cu excepția sânilor («pentru a putea alăpta»). Acest obicei e posibil să fi fost practicat și de femeile quimbayene. În general, femeile popoarelor din America Centrală nu purtau foarte multe bijuterii, ele fiind deobicei: coliere, brățări (atât pentru mâini cât și pentru picioare), cercei, și uneori, inele pentru nas. O parte a figurinelor quimbayene de ceramică au inele de nas, ele fiind simple și în formă de cerc.

## Locuințele
Quimbayenii locuiau în colibe de trestie. Colibele mai mari ale căpeteniilor erau pline de unelte de lemn, podoabe și vase de aur.

## Comoara quimbayană
Comoara quimbayană (spaniolă Tesoro de los Quimbayas) constă în niște obiectele de aur și de tumbaga care au fost găsite în două morminte ale civilizației quimbaya. Astăzi se află în Muzeul Americilor din Madrid, unde este expusă permanent. Importanța sa constă nu numai în numărul de artefacte care o alcătuiesc, ci în calitățile sale artistice și tehnice care sunt remarcabile, ceea ce le face capodopere reprezentative ale artei precolumbiene.

## Galerie

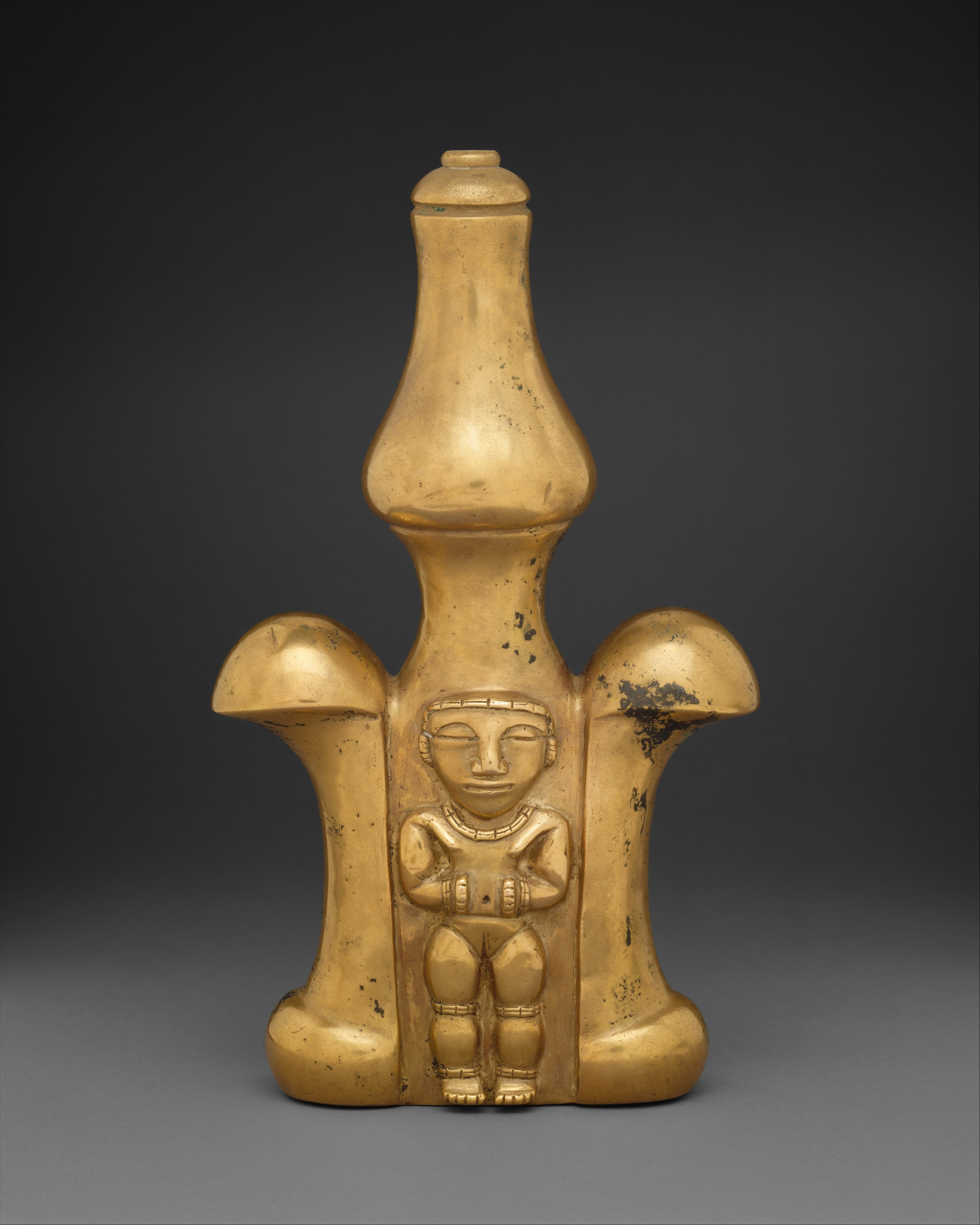
Poporo; secolele 1-7; aur; înălțime: 22,9 cm; Muzeul Metropolitan de Artă (New York City)
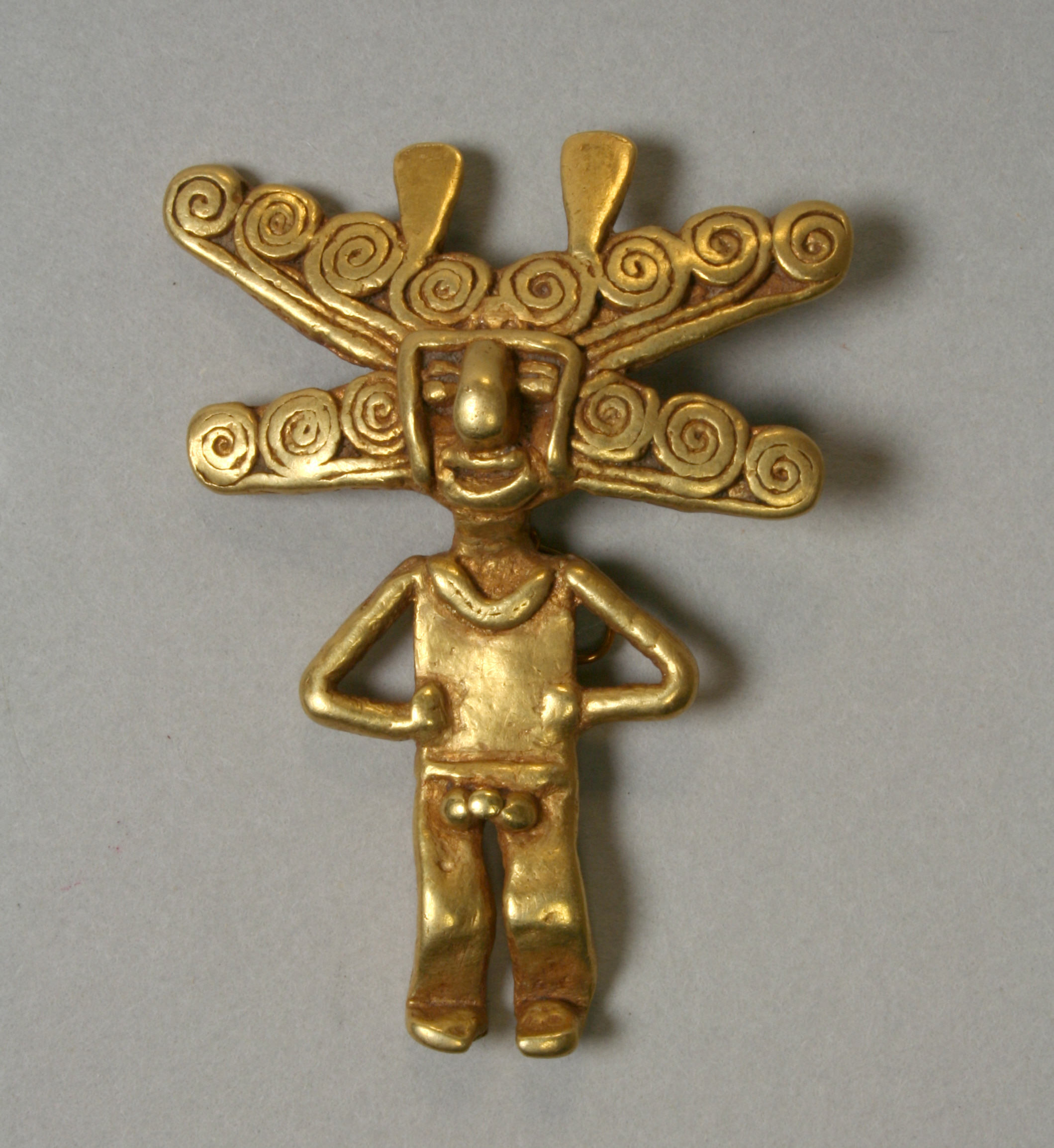
Pandantiv antropomorf; secolele 5-10; aur; înălțime: 4,4 cm; Muzeul Metropolitan de Artă
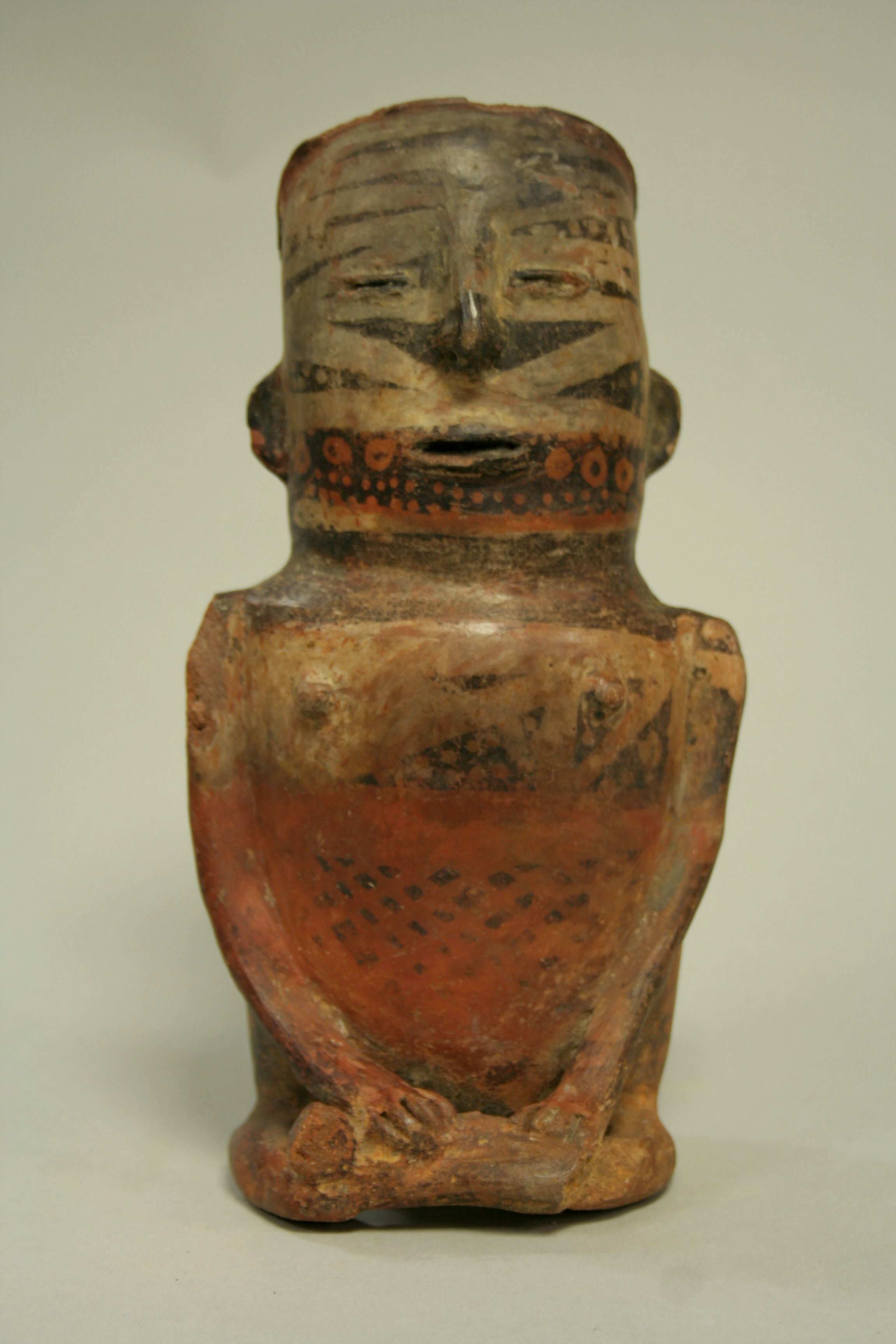
Vas antropomorf; secolele 9-14; ceramică; înălțime: 23,1 cm; Muzeul Metropolitan de Artă
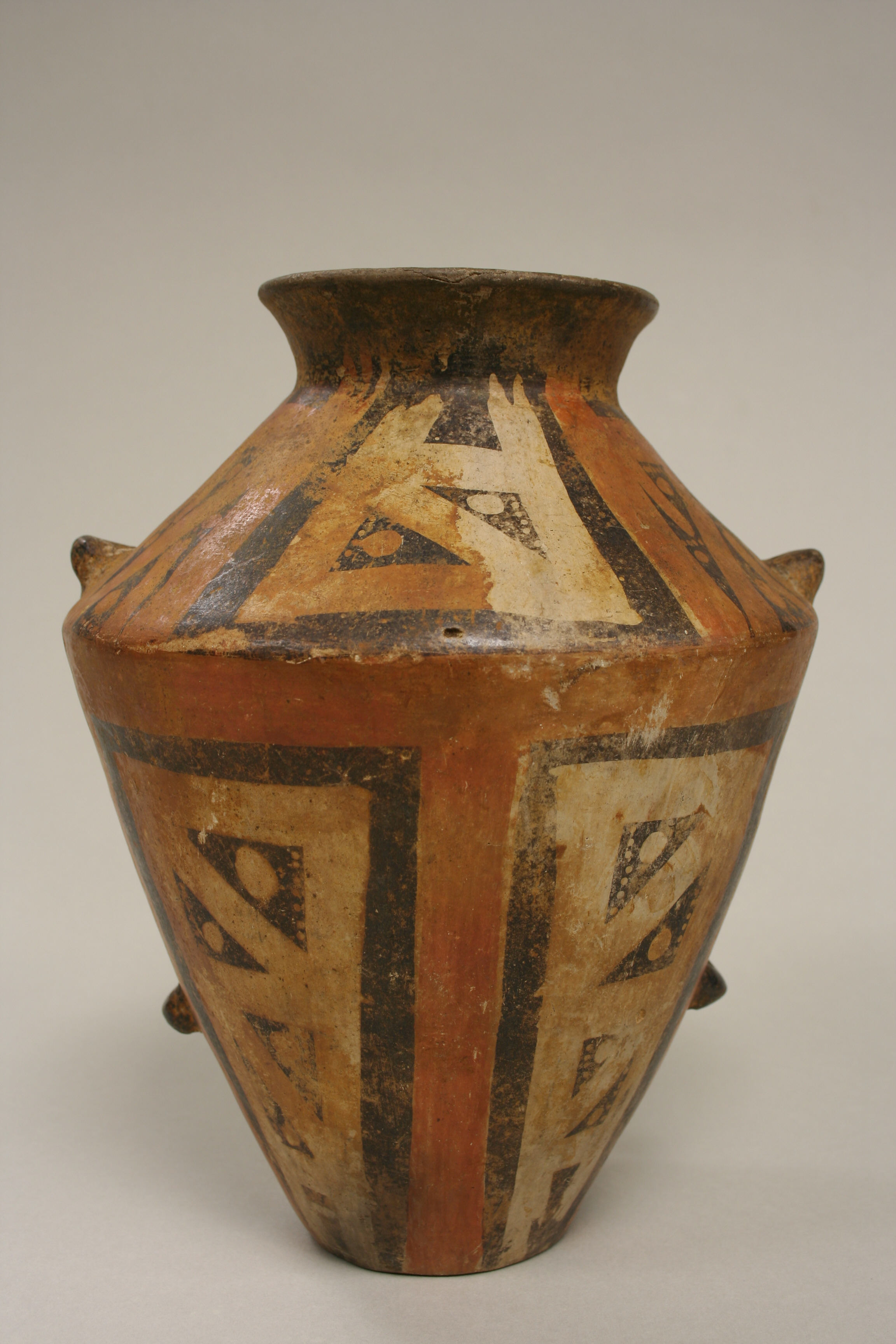
Vas decorat cu modele geometrice; secolele 9-14; ceramică pictată; înălțime: 23,8 cm; Muzeul Metropolitan de Artă
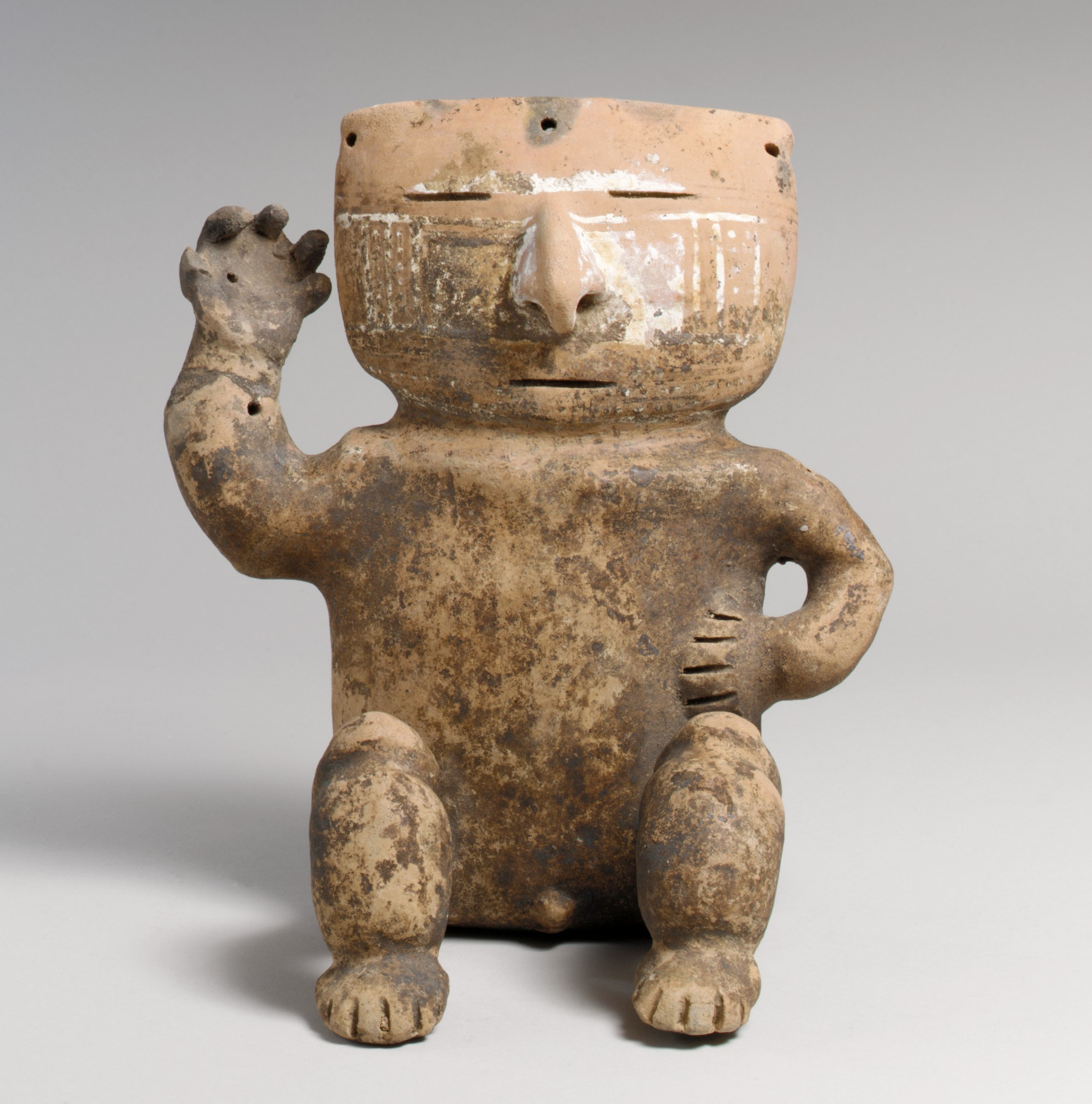
Figurină; secolele 13-15; ceramică; înălțime: 22,9 cm; Muzeul Metropolitan de Artă
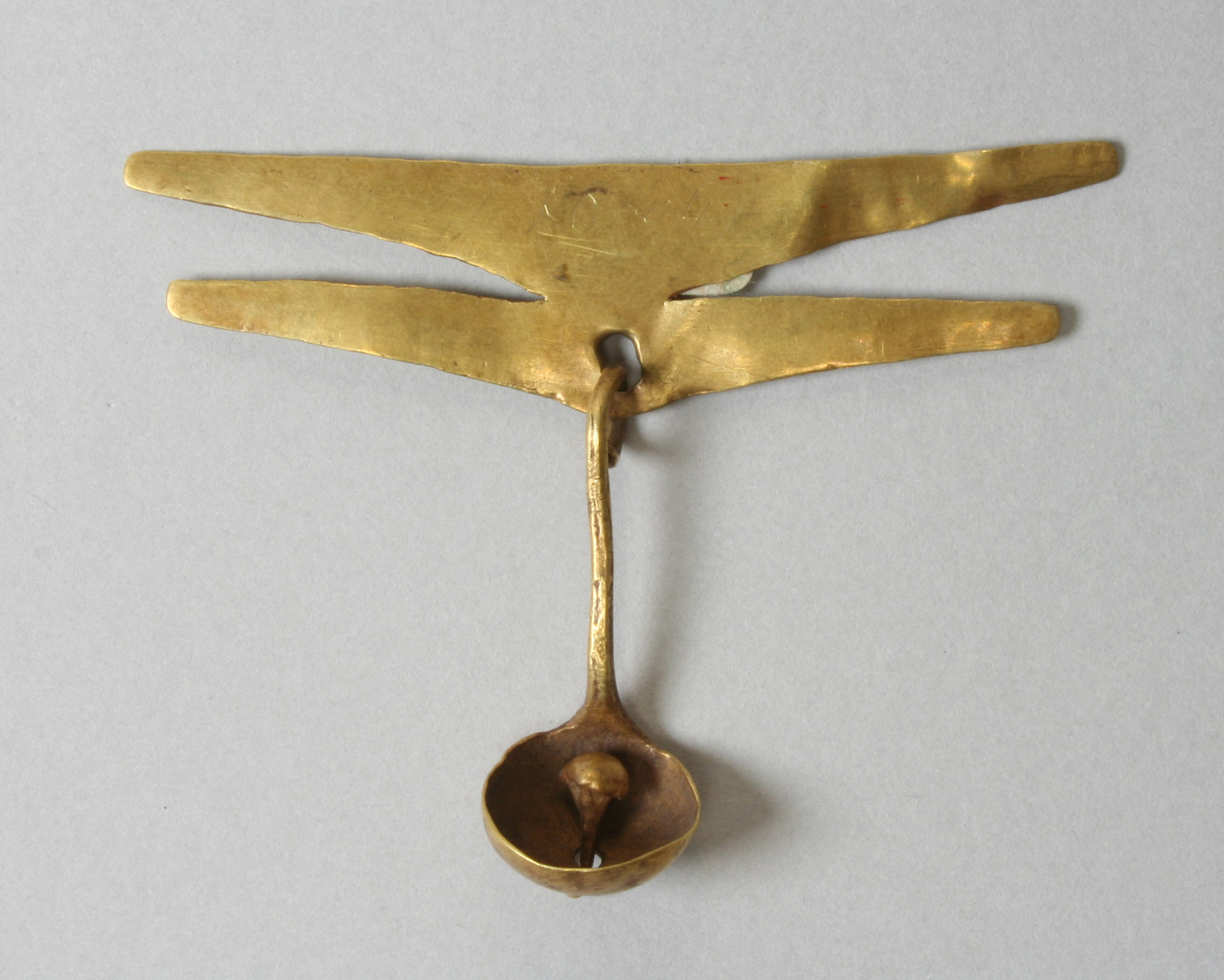
Ornament; secolele 13-16; aur ciocănit; 4,45 x 6,35 cm; Muzeul Metropolitan de Artă
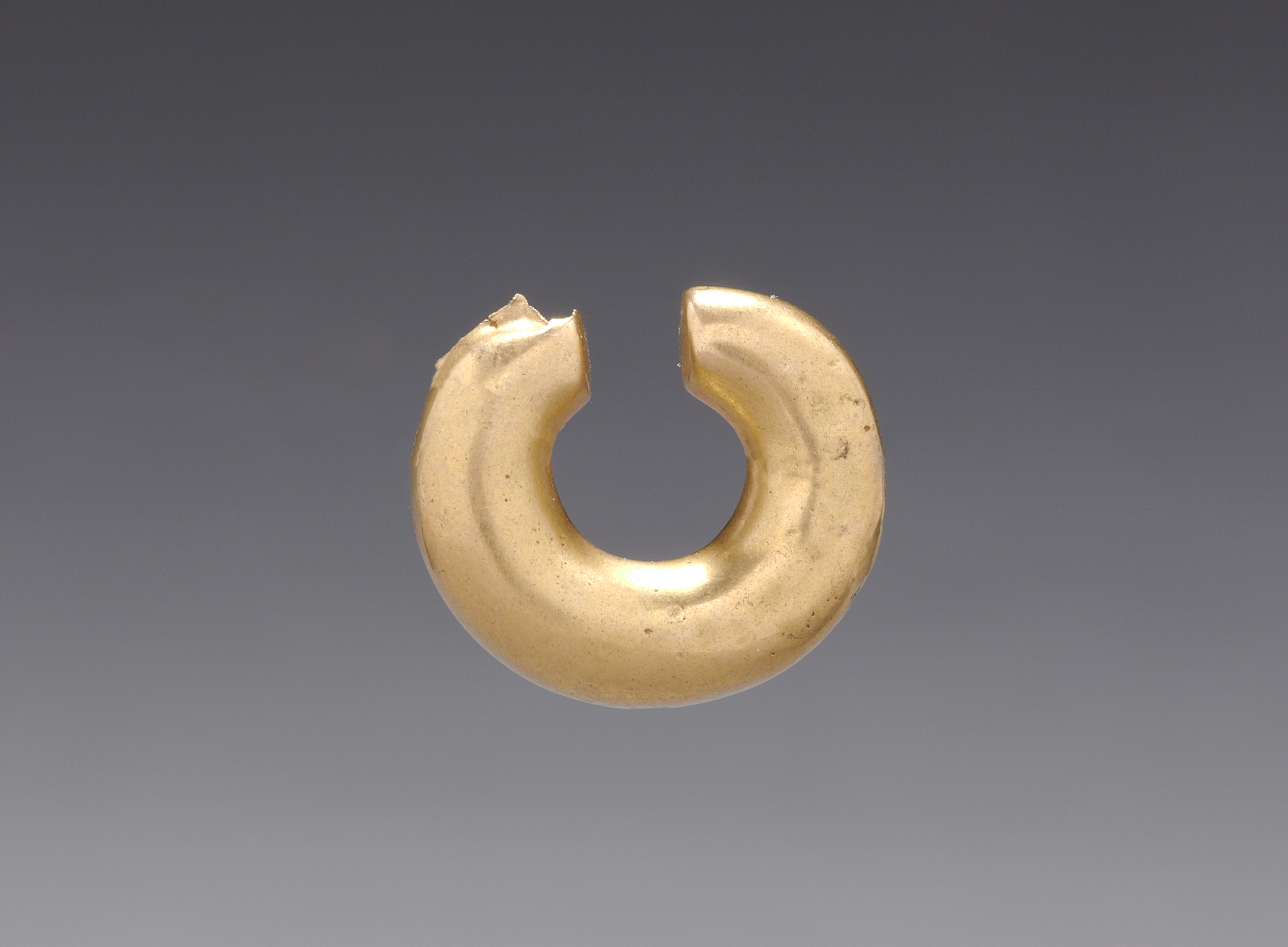
Inel de nas, un tip de bijuterie larg răspândit în Columbia precolumbiană; înainte de 1550; aur; 1,8 x 2,2 cm; Muzeul de Artă din Cleveland (Cleveland, SUA)
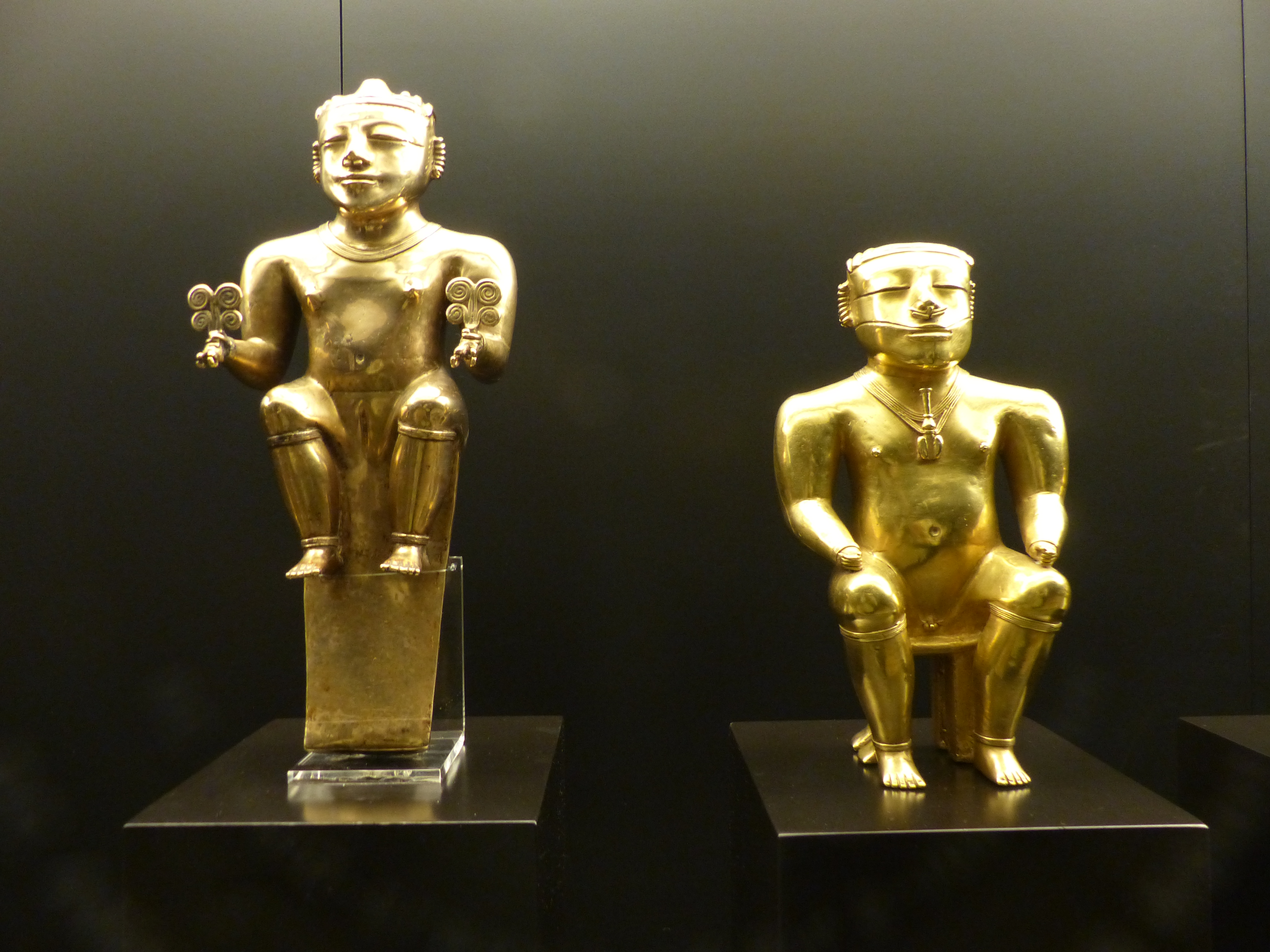
Două figurine care înfățișează niște oameni care stau, în Muzeul Americilor din Madrid (Spania)

## Legături externe
- en Quimbaya artwork Arhivat în 16 octombrie 2015, la Wayback Machine., National Museum of the American Indian
- en The Art of Precolumbian Gold: The Jan Mitchell Collection, an exhibition catalog from The Metropolitan Museum of Art (fully available online as PDF), which contains material on Quimbaya civilization